# 지포스 8 시리즈
지포스 8 시리즈(GeForce 8 Series)는 엔비디아의 지포스 그래픽 처리 장치 제품군의 8세대 제품이다. 엔비디아가 개발한 세 번째 주요 GPU 아키텍처인 테슬라는 회사의 첫 번째 통합 셰이더 아키텍처를 나타낸다.

## 개요
모든 지포스 8 시리즈 제품은 테슬라를 기반으로 한다.
많은 GPU와 마찬가지로, 이 카드들이 가지고 있는 숫자가 크다고 해서 이전 세대 카드보다 뛰어난 성능을 보장하는 것은 아니라는 점에 유의하는 것이 중요하다. 예를 들어, 지포스 8300 및 8400 엔트리 레벨 카드는 성능이 떨어지기 때문에 이전 지포스 7200 및 7300 카드와 비교할 수 없다. 고성능 지포스 8800 GTX 카드도 마찬가지로, 성능 차이 때문에 이전 지포스 7800 GTX 카드와 비교할 수 없다.

### 최대 해상도
듀얼 듀얼링크 DVI 지원:
최대 2560×1600 해상도의 평면 디스플레이 2개를 구동할 수 있다. 일부 지포스 8800 및 8600 GPU에서 사용할 수 있다.
싱글 듀얼링크 DVI 지원:
최대 2560×1600 해상도의 평면 디스플레이 1개를 구동할 수 있다. 일부 지포스 8500 GPU 및 G98 기반 지포스 8400 GS 카드에서 사용할 수 있다.
싱글 싱글링크 DVI 지원:
최대 1920×1200 해상도의 평면 디스플레이 1개를 구동할 수 있다. 일부 지포스 8400 GPU에서 사용할 수 있다. G86 기반 지포스 8400 GS 카드는 싱글링크 DVI만 지원한다.

### 디스플레이 기능
지포스 8 시리즈는 이전 엔비디아 카드에서 8비트였던 채널당 10비트 디스플레이 출력을 지원한다. 이를 통해 지원되는 디스플레이에서 더 높은 충실도의 색상 표현 및 분리가 가능해진다. 지포스 8 시리즈는 최근 전작들과 마찬가지로 유사한 아키텍처를 가진 여러 장착된 카드가 SLI 브리지를 통해 하나로 작동하도록 스케일러블 링크 인터페이스(SLI)도 지원한다.
엔비디아의 퓨어비디오 HD 비디오 렌더링 기술은 지포스 6와 함께 도입된 원래 퓨어비디오의 개선된 버전이다. 이제 HD 영화 포맷 디코딩을 위한 GPU 기반 하드웨어 가속, 향상된 이미지를 위한 HD 비디오 후처리, 카드 레벨에서 선택적 고대역 디지털 콘텐츠 보호(HDCP) 지원이 포함된다.

## 지포스 8300 및 8400 시리즈

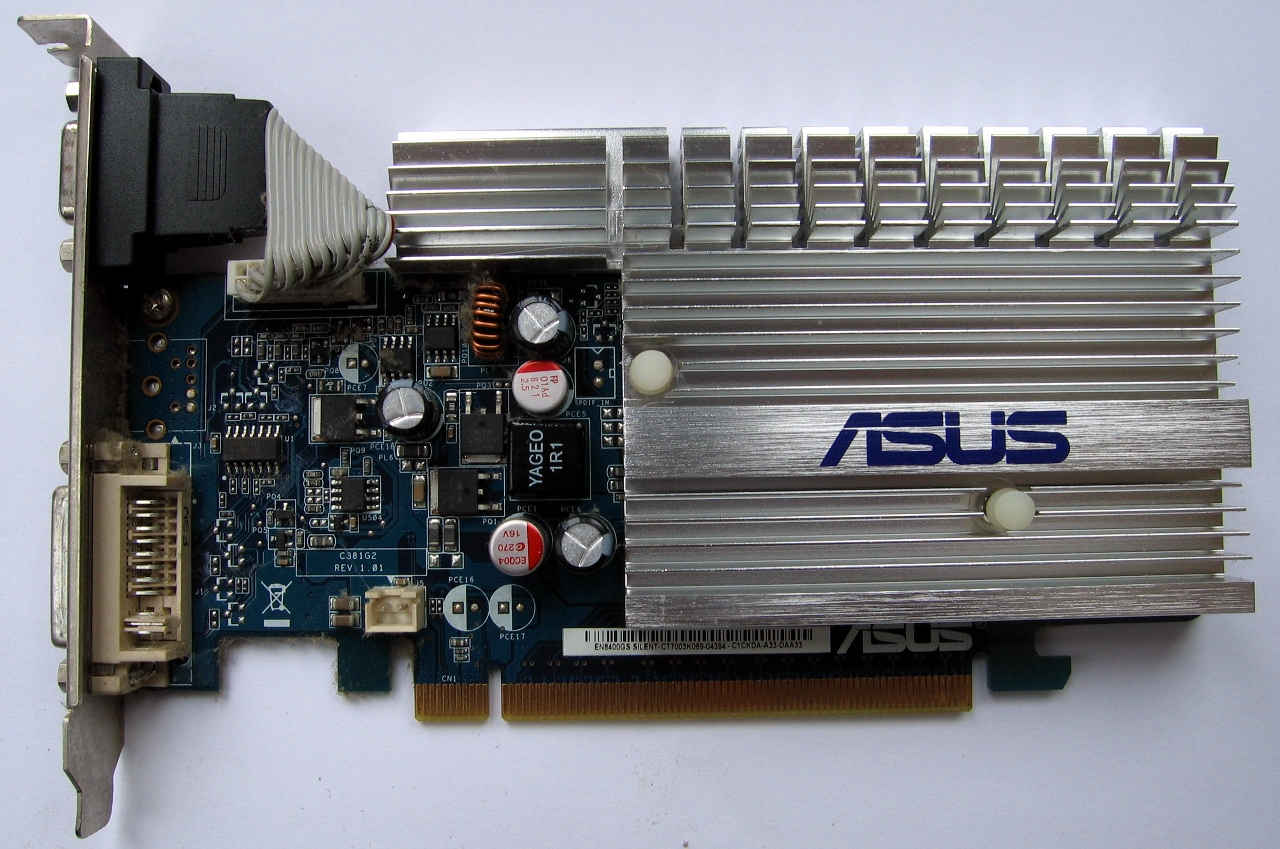
엔비디아 지포스 8400 GS "Rev 1.0"

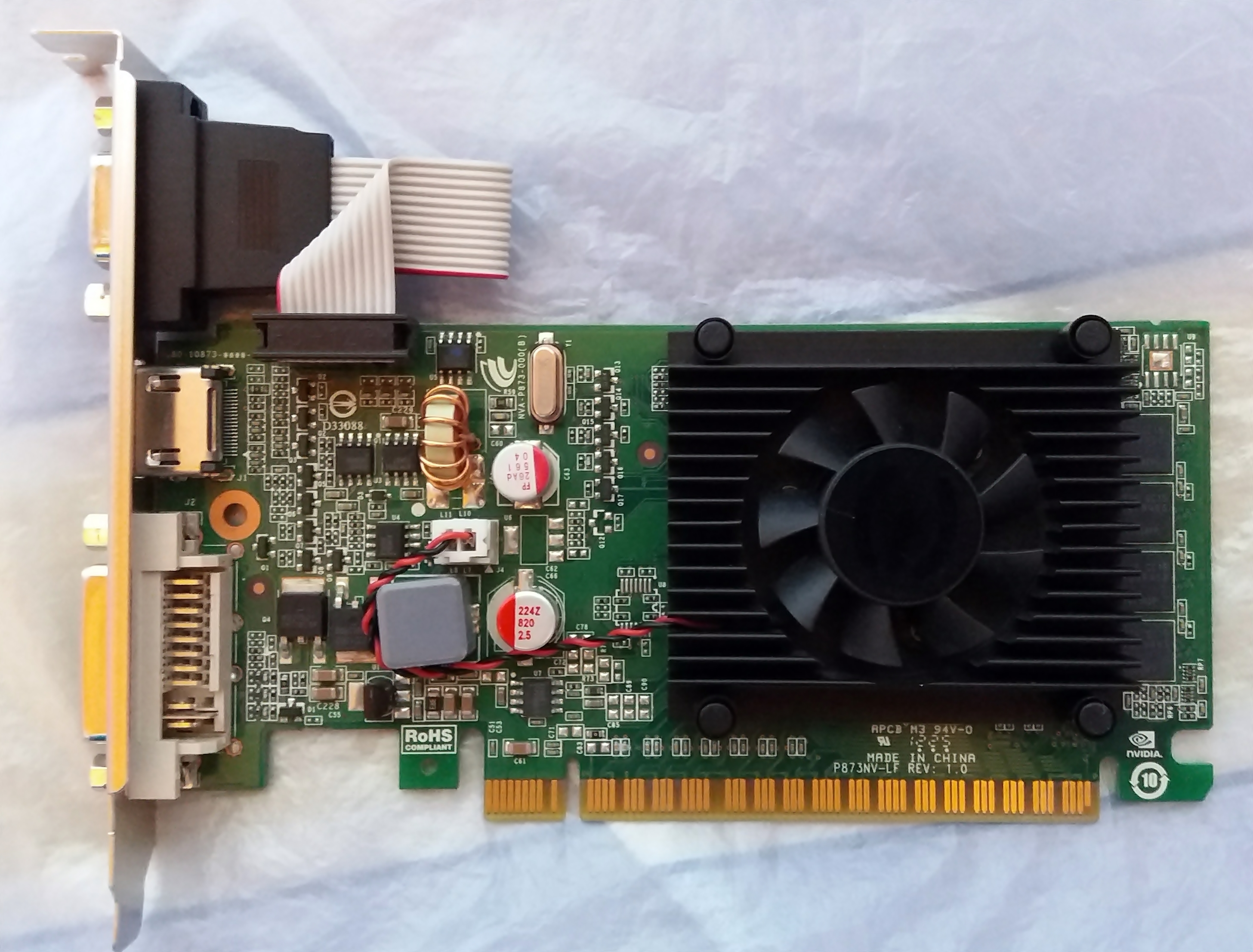
엔비디아 지포스 8400 GS "Rev 3.0"

2007년 여름, 엔비디아는 G86 코어를 기반으로 하는 엔트리 레벨 지포스 8300 GS 및 8400 GS 그래픽 카드를 출시했다. 지포스 8300은 OEM 시장에서만 사용할 수 있었으며, 지포스 8300 mGPU 형태의 통합 마더보드 GPU로도 제공되었다. 지포스 8300 시리즈는 PCI 익스프레스로만 사용할 수 있었고, 지포스 8400 시리즈는 PCI 익스프레스 또는 PCI를 사용했다. 8400 GS의 첫 번째 버전은 때때로 "지포스 8400 GS Rev. 1"이라고 불린다.
엔트리 레벨 카드인 만큼 일반적으로 미드레인지 및 하이엔드 카드보다 성능이 떨어진다. 이러한 카드의 그래픽 성능이 저하되었기 때문에 고속 고해상도 비디오 게임과 같은 강렬한 3D 응용 프로그램에는 적합하지 않지만, 대부분의 게임을 낮은 해상도와 설정으로 여전히 플레이할 수 있어 이러한 카드(특히 8400 시리즈)는 PCI 익스프레스 또는 AGP 슬롯이 없는 마더보드를 사용하는 일반 게이머와 HTPC (미디어 센터) 빌더 사이에서 인기를 얻었다.
지포스 8300 및 8400 시리즈는 원래 저렴한 지포스 7200 시리즈와 엔트리 레벨 지포스 7300 시리즈를 대체하도록 설계되었지만, 앞서 언급한 게임 성능 저하로 인해 그렇게 하지 못했다.
2007년 말, 엔비디아는 G98 (D8M) 칩을 기반으로 하는 새로운 지포스 8400 GS를 출시했다. G98은 하드웨어에서 VC-1 및 MPEG2 비디오 디코딩을 완전히 지원하고, 전력 소비가 낮으며, 3D 성능이 저하되고, 더 작은 제조 공정을 특징으로 한다는 점에서 "첫 번째" 8400 GS에 사용된 G86과 상당히 다르다. G98은 또한 듀얼 링크 DVI 지원 및 PCI 익스프레스 2.0을 특징으로 한다. G86 및 G98 카드는 모두 "8400 GS"로 판매되었으며, 차이는 기술 사양에서만 나타났다. 이 카드는 때때로 "지포스 8400 GS Rev. 2"라고 불린다.
2010년 중반, 엔비디아는 GT218 칩을 기반으로 하는 지포스 8400 GS의 또 다른 개정판을 출시했다. 더 많은 RAM 용량, 상당히 감소된 3D 성능을 가지며, DirectX 10.1, OpenGL 3.3 및 셰이더 4.1을 지원한다. 이 카드는 "지포스 8400 GS Rev. 3"으로도 알려져 있다.

## 지포스 8500 및 8600 시리즈
2007년 4월 17일, 엔비디아는 엔트리 레벨 시장용 지포스 8500 GT와 미드레인지 시장용 지포스 8600 GT 및 8600 GTS를 출시했다. 지포스 8600 GS도 출시되었다. 이들은 G84 코어를 기반으로 한다. 이 시리즈는 PCI 익스프레스 구성으로 출시되었으며, 일부 카드는 PCI를 사용했다.
8600 시리즈는 미드레인지 카드였기 때문에 8400 및 8500 시리즈와 같은 엔트리 레벨 카드보다 더 많은 성능을 제공했지만, 8800 시리즈와 같은 하이엔드 카드만큼 강력하지는 않았다. 적절한 해상도와 설정에서 대부분의 게임에서 적절한 성능을 제공했지만, 일부 고해상도 비디오 게임을 처리하는 데 어려움을 겪을 수 있었다.
엔비디아는 이 시리즈에 2세대 퓨어비디오를 도입했다. 지포스 6 출시 이후 퓨어비디오의 첫 번째 주요 업데이트로, 2세대 퓨어비디오는 H.264에 대한 하드웨어 디코딩을 크게 개선했다.

## 지포스 8800 시리즈

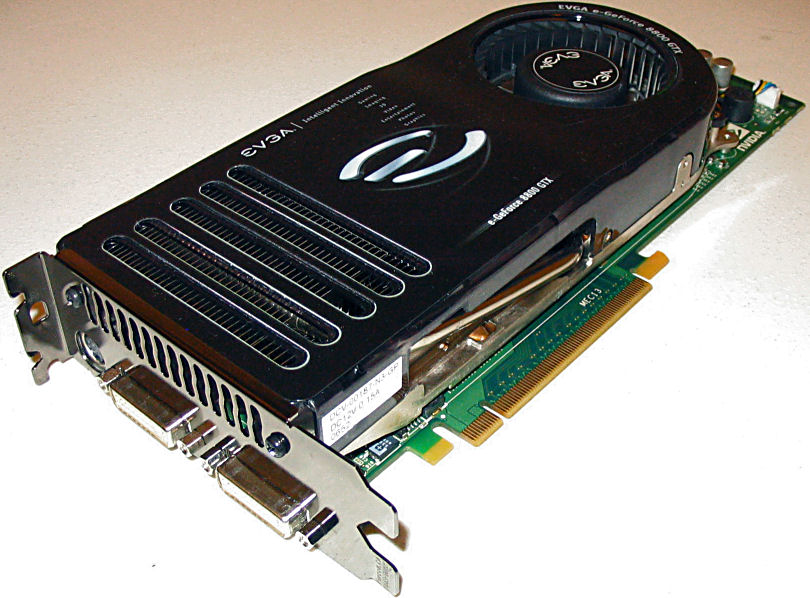
EVGA 지포스 8800 GTX

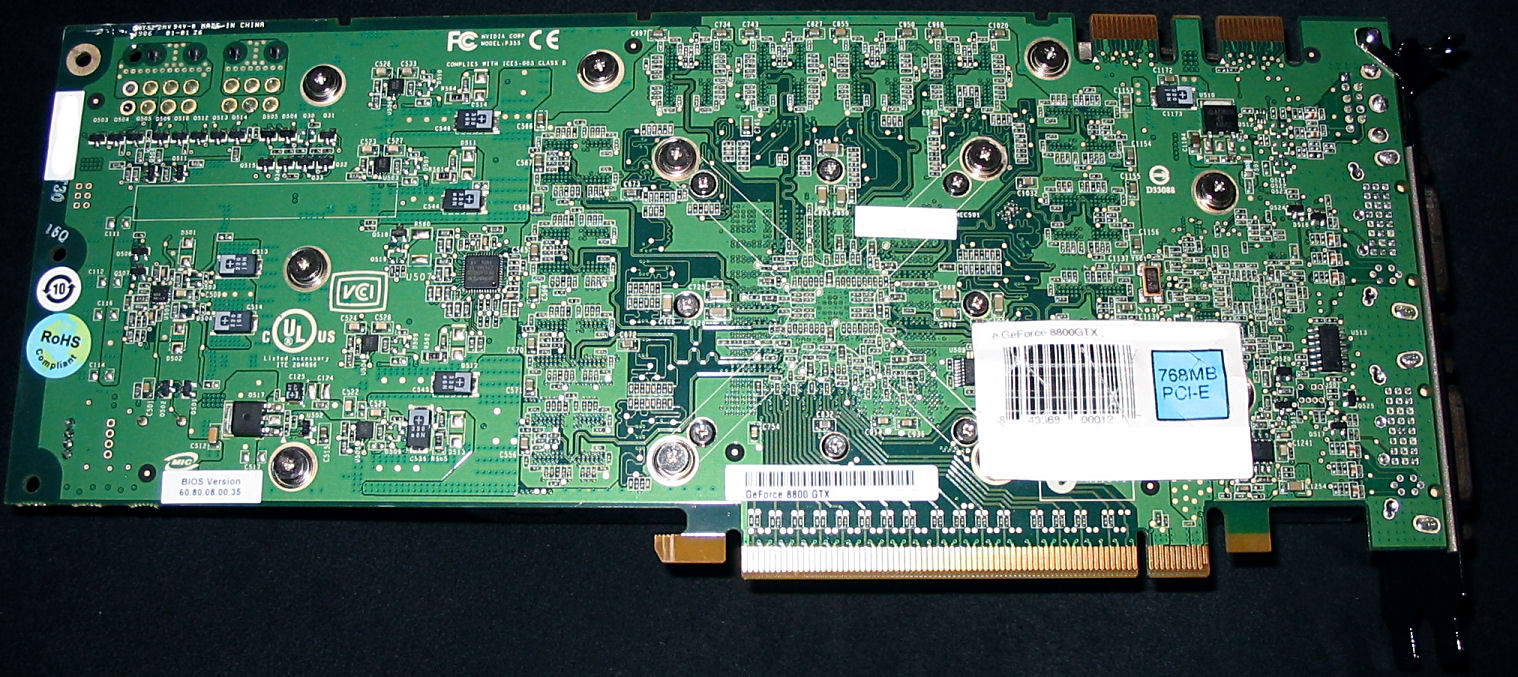
밑면

G80이라는 코드명의 8800 시리즈는 2006년 11월 8일에 지포스 8800 GTX와 GTS를 출시하며 하이엔드 시장에 출시되었다. 320 MB GTS는 2월 12일에, 울트라는 2007년 5월 2일에 출시되었다. 이 카드들은 이전 모델보다 크기가 커서 8800 GTX는 길이가 10.6인치(~26.9cm)이고 8800 GTS는 9인치(~23cm)이다. 두 카드 모두 2개의 듀얼 링크 DVI 커넥터와 HDTV/S-비디오 출력 커넥터를 가지고 있다. 8800 GTX는 PCIe 표준을 준수하기 위해 2개의 PCIe 전원 입력이 필요하며, GTS는 1개만 필요하다.

### 8800 GS
8800 GS는 96개의 스트림 프로세서와 192비트 버스에 384MB 또는 768MB의 RAM을 가진 축소된 8800 GT이다. 2008년 5월, 판매를 촉진하기 위해 9600 GSO로 리브랜딩되었다.
2008년 초의 아이맥 모델에는 실제로는 8800M GTS(일반적으로 하이엔드 노트북에 탑재되는 노트북 전용 GPU)의 수정 버전으로 약간 더 높은 클럭 속도를 가지고 8800 GS로 리브랜딩된 8800 GS GPU가 탑재되었다. 리브랜딩된 8800 GS GPU를 탑재한 이 새로운 업데이트 모델은 애플이 2008년 4월 28일에 발표했다. 이 GPU는 800MHz로 클럭되는 512MB의 GDDR3 비디오 메모리, 64개의 통합 스트림 프로세서, 500MHz의 코어 속도, 256비트 메모리 버스 너비, 1250MHz의 셰이더 클럭을 사용한다. 이러한 사양은 아이맥의 8800 GS GPU가 기반으로 하는 8800M GTS의 사양과 매우 유사하다.

### 8800 GTX / 8800 Ultra

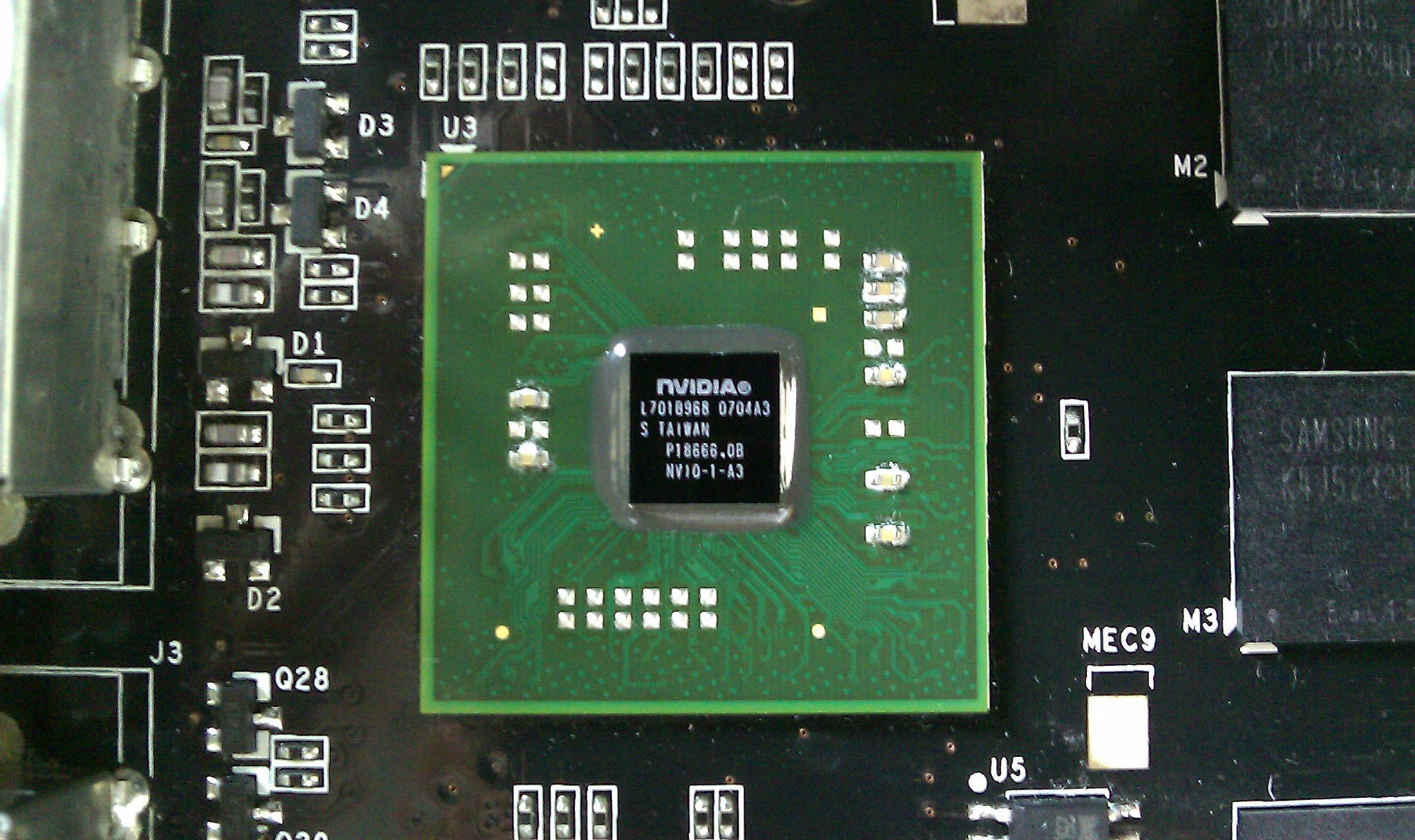
엔비디아 NVIO-1-A3 RAMDAC

8800 GTX는 768MB GDDR3 RAM을 탑재했다. 8800 시리즈는 지포스 7900 시리즈를 대체하여 엔비디아의 최고 성능 소비자 GPU가 되었다. 지포스 8800 GTX와 GTS는 동일한 GPU 코어를 사용하지만, GTS 모델은 GPU의 일부를 비활성화하고 RAM 크기와 버스 폭을 줄여 생산 비용을 낮췄다.
당시 G80은 상업적으로 제작된 GPU 중 가장 큰 것이었다. 90nm 공정으로 제작되었으며, 480mm2의 다이 표면적에 6억 8100만 개의 트랜지스터로 구성되어 있다. (실제로 G80의 총 트랜지스터 수는 약 6억 8600만 개이지만, 90nm 공정으로 제작되었고 공정 제한 및 수율 문제로 인해 엔비디아는 주요 설계를 두 개의 칩으로 나누어야 했다: 주 셰이더 코어 6억 8100만 개 트랜지스터와 NV I/O 코어 약 500만 개 트랜지스터로, 전체 G80 설계는 약 6억 8600만 개 트랜지스터이다.)
부적절한 값의 저항기와 관련된 사소한 제조 결함으로 인해 제품 출시 이틀 전에 8800 GTX 모델의 리콜이 발생했지만, 출시 자체에는 영향을 미치지 않았다.
지포스 8800 GTX는 처음 출시되었을 때 가장 빠른 GPU였으며, 출시 13개월 후에도 여전히 가장 빠른 GPU 중 하나로 남아 있었다. GTX는 1.35GHz로 클럭되는 128개의 스트림 프로세서, 575MHz의 코어 클럭, 1.8GHz의 384비트 GDDR3 메모리 768MB를 가지고 있으며, 86.4GB/s의 메모리 대역폭을 제공한다. 이 카드는 단일 라데온 HD 2900 XT보다 빠르며, 크로스파이어의 라데온 X1950 XTX 2개 또는 SLI의 지포스 7900 GTX 2개보다 빠르다. 8800 GTX는 또한 HDCP를 지원하지만, 주요 결함은 더 많은 CPU 자원을 사용하는 구형 엔비디아 퓨어비디오 프로세서이다. 원래 약 600달러에 판매되었지만, 단종되기 전에는 400달러 미만으로 가격이 내려갔다. 8800 GTX는 당시 전력 소모도 매우 많았으며, 최대 185와트의 전력을 요구하고 작동하려면 두 개의 6핀 PCI-E 전원 커넥터가 필요했다. 8800 GTX는 또한 2개의 SLI 커넥터 포트를 가지고 있어 2560x1600과 같은 극단적인 해상도에서 demanding 게임을 실행하는 사용자를 위해 엔비디아 3-way SLI를 지원할 수 있다.

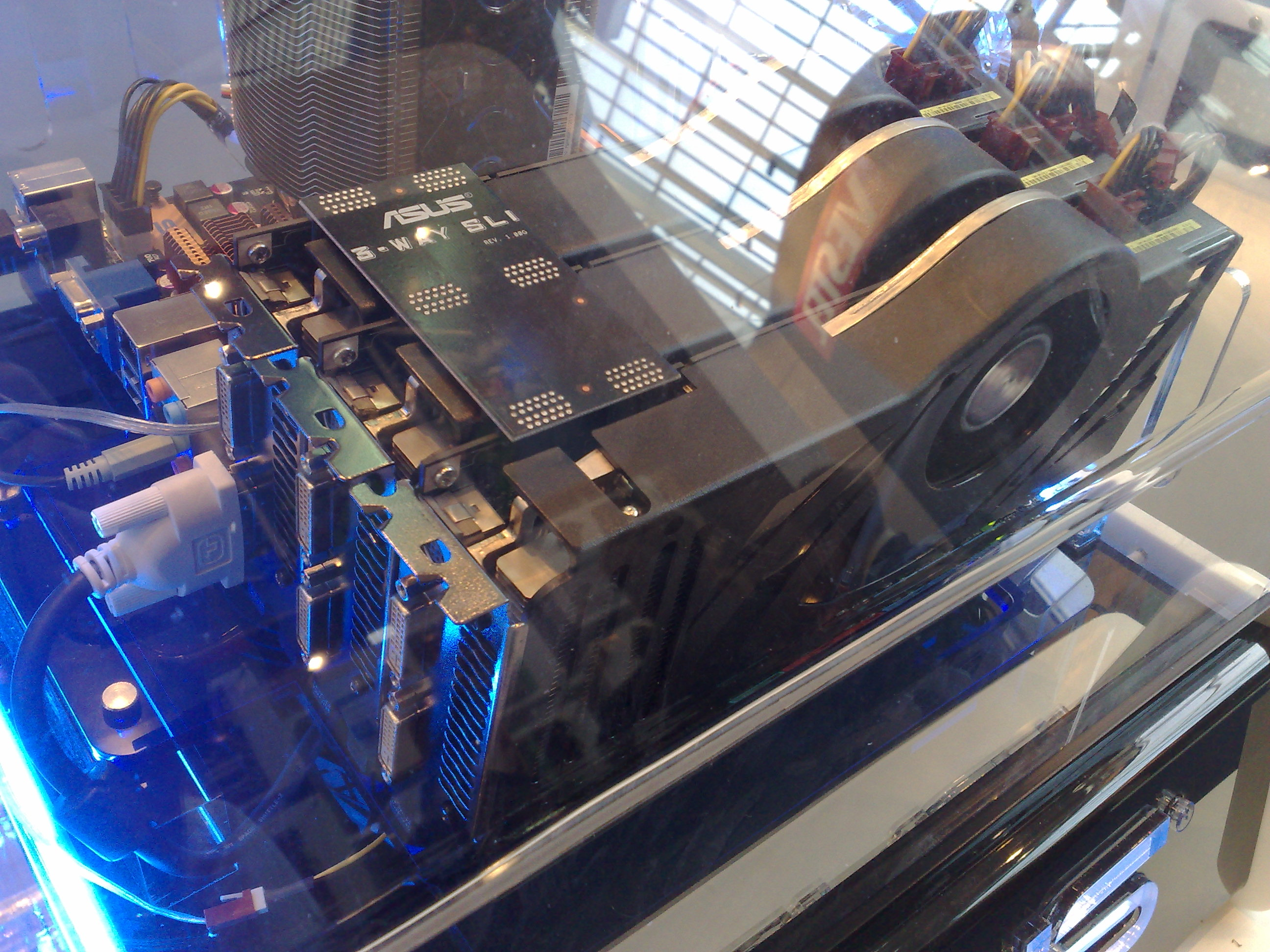
단단한 브리징 커넥터를 사용하여 SLI에서 3-way 지포스 8800 울트라

더 높은 가격에 판매되는 8800 울트라는 아키텍처적으로 GTX와 동일하지만, 더 높은 클럭의 셰이더, 코어 및 메모리를 특징으로 한다. 엔비디아는 2007년 5월에 8800 울트라가 새로운 스테핑으로, 열 발생이 적고 따라서 클럭 속도가 더 높다고 미디어에 밝혔다. 원래 800달러에서 1000달러에 판매되었지만, 대부분의 사용자들은 이 카드가 GTX보다 성능이 10%만 더 좋지만 수백 달러 더 비싸서 가치가 낮다고 생각했다. 가격은 2008년 1월 23일 단종되기 전 200달러까지 떨어졌다. 울트라의 코어 클럭은 612MHz, 셰이더는 1.5GHz, 마지막으로 메모리는 2.16GHz로 실행되어 울트라에 103.7GB/s의 이론적 메모리 대역폭을 제공한다. 2개의 SLI 커넥터 포트가 있어 엔비디아 3-way SLI를 지원할 수 있다. 업데이트된 듀얼 슬롯 쿨러도 구현되어 더 높은 클럭 속도에서 더 조용하고 시원한 작동이 가능하다.

### 8800 GT
G92라는 코드명의 8800 GT는 2007년 10월 29일에 출시되었다. 이 카드는 65nm 공정으로 전환된 최초의 카드이며, PCI-익스프레스 2.0을 지원한다. 8800 GTS 및 GTX의 듀얼 슬롯 쿨러와 달리 싱글 슬롯 쿨러를 사용하며, 앞서 언급한 65nm 공정으로 인해 GTS 및 GTX보다 전력을 덜 소비한다. 코어 처리 능력은 GTX와 비슷하지만, 256비트 메모리 인터페이스와 512MB GDDR3 메모리는 매우 높은 해상도 및 그래픽 설정에서 성능을 저해하는 경우가 많다. 8800 GT는 다른 8800 카드와 달리 퓨어비디오 HD VP2 엔진을 탑재하여 H.264 및 VC-1 코덱의 GPU 지원 디코딩을 제공한다.
이 카드의 출시는 그래픽 처리 산업에 이상한 역동성을 보여준다. 초기 예상 판매 가격이 약 300달러인 이 카드는 대부분의 상황에서 ATI의 플래그십 HD2900XT를 능가하며, 심지어 엔비디아 자체 8800 GTS 640MB(이전 MSRP는 400달러)도 능가한다. 이 카드는 8800 GTX보다 합성 및 게임 벤치마크에서 약간 느리지만, 엔비디아 자체 하이엔드 카드의 가치를 상당 부분 떨어뜨린다.
기본 속도에서의 성능 벤치마크는 8800 GTS (640MB 및 320MB 버전)보다 높고 8800 GTX보다 약간 낮다. 낮은 기본 메모리 속도 (1.8GHz 대신 1.4GHz)를 가지지만 동일한 코어를 가진 256MB 버전의 8800 GT도 사용할 수 있다. 성능 벤치마크에서는 8800 GT 256MB 버전이 512MB 버전보다 상당한 성능 저하를 보였으며, 특히 크라이시스와 같은 최신 게임에서 더욱 그러했다. 일부 제조업체는 1GB 메모리 모델도 만들고 있으며, 높은 해상도와 큰 텍스처를 사용할 경우 벤치마크에서 상당한 성능 차이를 느낄 수 있다. 이 모델들은 다른 모델의 싱글 슬롯 쿨러 대신 듀얼 슬롯 쿨러를 사용하기 때문에 컴퓨터의 최대 2개의 슬롯을 차지할 가능성이 더 높다.
이 카드의 (당시) 성능과 인기는 2014년에도 8800 GT가 훨씬 더 강력한 하드웨어를 위해 개발된 최신 게임의 최소 요구 사양으로 자주 언급되었다는 사실에서 입증된다.

### 8800 GTS

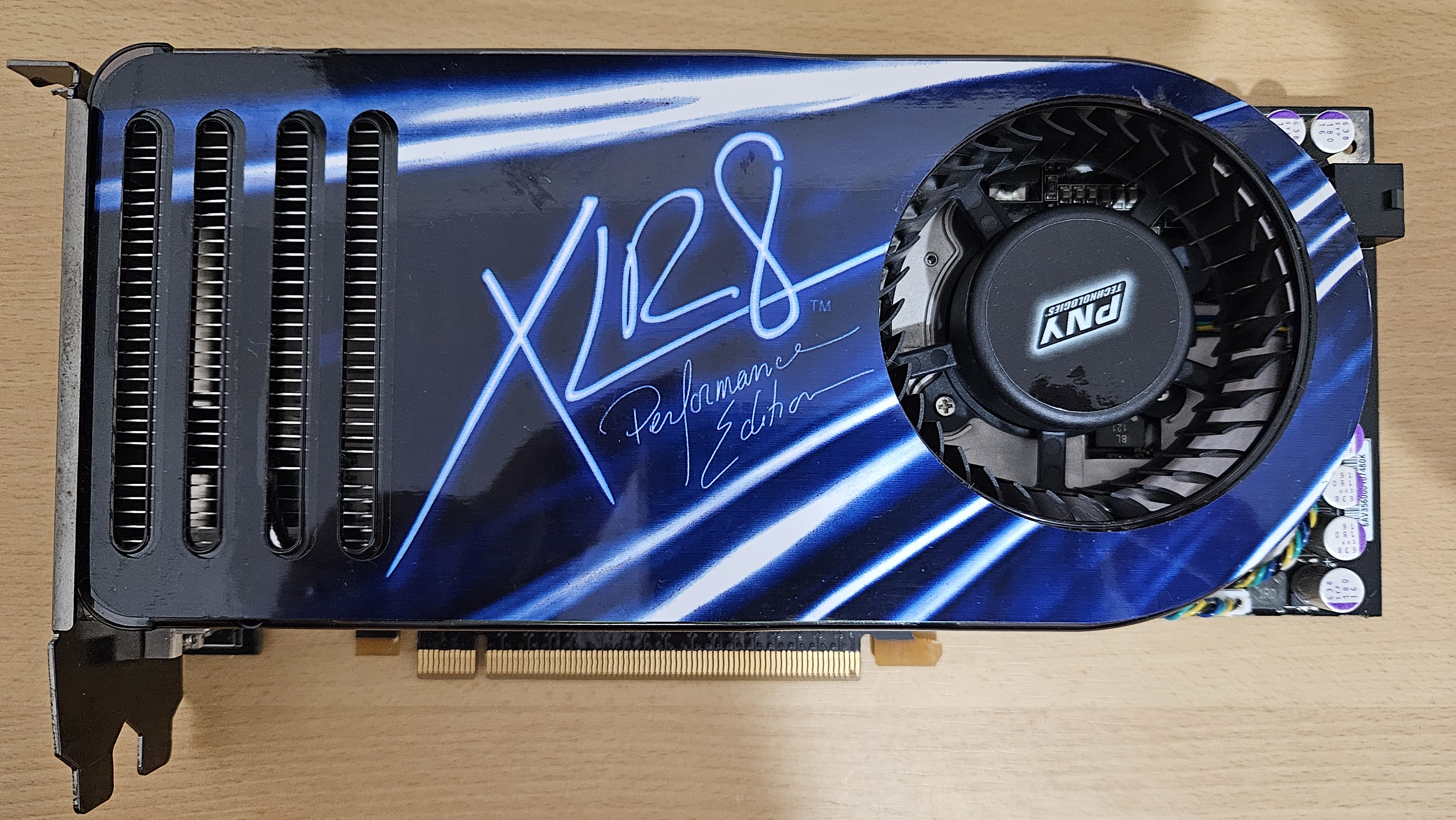
PNY 8800GTS 640MB

2006년 11월에 출시된 8800 GTS 라인의 첫 번째 모델은 640MB 및 320MB 구성의 GDDR3 RAM을 사용했으며, 엔비디아의 G80 GPU를 활용했다. 8800 GTX가 128개의 스트림 프로세서와 384비트 메모리 버스를 가지고 있는 반면, 이 버전의 8800 GTS는 96개의 스트림 프로세서와 320비트 버스를 특징으로 한다. 그러나 기능 면에서는 동일한 GPU를 사용하기 때문에 동일하다.
8800 GT와 거의 같은 시기에 엔비디아는 8800 GTS의 새로운 640MB 버전을 출시했다. 여전히 90nm G80 코어를 기반으로 하지만, 이 버전은 16개 스트림 프로세서 클러스터 8개 중 7개가 활성화되어 (이전 GTS는 8개 중 6개), 총 96개가 아닌 112개의 스트림 프로세서를 갖는다. 카드의 다른 대부분의 측면은 변경되지 않았다. 그러나 이 카드를 생산하는 유일한 2개의 추가 파트너(BFG 및 EVGA)가 오버클럭하기로 결정했기 때문에, 이 버전의 8800 GTS는 증가된 클럭 속도로 인해 대부분의 시나리오, 특히 고해상도에서 기본 GTX보다 약간 더 빠르게 실행되었다.
엔비디아는 2007년 12월 10일에 65nm G92 GPU를 기반으로 하는 새로운 8800 GTS 512MB를 출시했다. 이 8800 GTS는 원래 GTS 모델의 96개 프로세서와 비교하여 128개의 스트림 프로세서를 가지고 있다. 256비트 버스에 512MB GDDR3를 탑재했다. 650MHz 코어 클럭과 아키텍처 개선 사항이 결합되어 이 카드는 8800 GTX를 능가하는 원시 GPU 성능을 제공하지만, 더 좁은 256비트 메모리 버스에 의해 제약을 받는다. 일부 상황에서는 8800 GTX의 성능과 일치할 수 있으며, 모든 상황에서 이전 GTS 카드보다 뛰어난 성능을 보인다.

### 지포스 8800 GT/8800 GTS 512 MB 카드와 PCI 익스프레스 1.0a 호환성 문제
출시 직후, 구형 PCI 익스프레스 1.0a 마더보드와의 비호환성 문제가 불거졌다. PCI 익스프레스 2.0을 지원하는 8800 GT 또는 8800 GTS 512를 PCI 익스프레스 1.0a 슬롯이 있는 일부 마더보드에서 사용할 경우, 카드가 디스플레이 이미지를 생성하지 못했지만, 컴퓨터는 종종 부팅되었다 (비디오 카드 팬이 100%로 계속 회전). 이 비호환성은 VIA PT880Pro/Ultra, 인텔 925 및 인텔 5000P PCI 익스프레스 1.0a 칩셋을 사용하는 마더보드에서 확인되었다.
일부 그래픽 카드에는 구형 Gen 1 BIOS로 그래픽 카드의 BIOS를 다시 플래싱하는 해결 방법이 있었지만, 이는 사실상 PCI 익스프레스 1.0 카드로 만들었으며, PCI 익스프레스 2.0 기능을 활용할 수 없었다. 그러나 카드 자체가 일반 PCI 익스프레스 1.0 슬롯의 전체 용량을 활용할 수 없었기 때문에 성능 저하가 눈에 띄지 않았으므로 이는 문제가 되지 않을 수 있었다. 또한 비디오 카드의 BIOS를 플래싱하는 것은 일반적으로 대부분의 비디오 카드 제조업체(전부는 아니더라도)의 보증을 무효화하므로 카드가 제대로 작동하도록 하는 최적의 방법은 아니었다. 이에 대한 적절한 해결 방법은 마더보드의 BIOS를 최신 버전으로 플래싱하는 것이며, 마더보드 제조업체에 따라 수정 사항이 포함될 수 있다.
이와 관련하여, 데드 온 어라이벌(DOA)로 보고된 카드들의 높은 수치(13-15%에 달함)는 부정확한 것으로 여겨졌다. G92 8800 GT 및 8800 GTS 512MB가 PCI 익스프레스 2.0 연결로 설계될 것이라고 밝혀졌을 때, 엔비디아는 모든 카드가 완전한 하위 호환성을 가질 것이라고 주장했지만, 이는 PCI 익스프레스 1.1 마더보드에만 해당된다는 점을 언급하지 않았다. BIOS 플래시 해결책의 출처는 엔비디아나 그 파트너사에서 나온 것이 아니라, 메인보드 제조업체인 애즈락이 자사 마더보드 FAQ에서 이 해결책을 언급했다. ASUSTek은 8800 GT에 자사 스티커를 붙여 판매했으며, 자사 웹사이트에 8800 GT BIOS의 최신 버전을 게시했지만, 이 문제가 해결되었다는 점은 언급하지 않았다. EVGA 또한 이 문제를 해결하기 위해 새로운 BIOS를 게시했다.

## 기술 요약
- Direct3D 10 및 OpenGL 3.3 지원
- 1 통합 셰이더: 텍스처 매핑 유닛: 렌더 출력 장치
- 2 전체 G80은 32개의 텍스처 주소 유닛과 64개의 텍스처 필터링 유닛을 포함하며, G92는 64개의 텍스처 주소 유닛과 64개의 텍스처 필터링 유닛을 포함한다.[22][23]
- 3 처리 능력 계산은 성능을 참조한다.

| 모델                      | 출시                                                | 암호명 | 공정 (nm) | 트랜지스터 (백만) | 다이 크기 (mm2) | 버스 인터페이스          | 코어 구성1 | 클럭 속도  | 클럭 속도    | 클럭 속도                 | 필레이트    | 필레이트      | 메모리              | 메모리        | 메모리     | 메모리           | 처리 능력 (기가플롭스)3 | TDP(와트)  | 주석                                         |
| 모델                      | 출시                                                | 암호명 | 공정 (nm) | 트랜지스터 (백만) | 다이 크기 (mm2) | 버스 인터페이스          | 코어 구성1 | 코어 (MHz) | 셰이더 (MHz) | 메모리 (MHz)              | 픽셀 (GP/s) | 텍스처 (GT/s) | 크기 (MB)           | 대역폭 (GB/s) | 버스 유형  | 버스 너비 (비트) | 단정밀도                | TDP(와트)  | 주석                                         |
| ------------------------- | --------------------------------------------------- | ------ | --------- | ----------------- | --------------- | ------------------------ | ---------- | ---------- | ------------ | ------------------------- | ----------- | ------------- | ------------------- | ------------- | ---------- | ---------------- | ----------------------- | ---------- | -------------------------------------------- |
| 지포스 8100 mGPU          | 2008                                                | MCP78  | 80        | 알 수 없음        | 알 수 없음      | PCIe 2.0 ×16             | 8:8:4      | 500        | 1200         | 400 (시스템 RAM)          | 2           | 4             | 최대 512 시스템 RAM | 6.4 12.8      | DDR2       | 64 128           | 28.8                    | 알 수 없음 | HD-비디오 PureVideo HD 디코딩 블록 연결 해제 |
| 지포스 8200 mGPU          | 2008                                                | MCP78  | 80        | 알 수 없음        | 알 수 없음      | PCIe 2.0 ×16             | 8:8:4      | 500        | 1200         | 400 (시스템 RAM)          | 2           | 4             | gt                  | 6.4 12.8      | DDR2       | 64 128           | 28.8                    | 알 수 없음 | VP3가 포함된 퓨어비디오 3                    |
| 지포스 8300 mGPU          | 2008                                                | MCP78  | 80        | 알 수 없음        | 알 수 없음      | PCIe 2.0 ×16             | 8:8:4      | 500        | 1500         | 400 (시스템 RAM)          | 2           | 4             | 최대 512 시스템 RAM | 6.4 12.8      | DDR2       | 64 128           | 36                      | 알 수 없음 | VP3가 포함된 퓨어비디오 3                    |
| 지포스 8300 GS            | 2007년 7월                                          | G86    | 80        | 210               | 127             | PCIe 1.0 ×16             | 8:8:4      | 450        | 900          | 400                       | 1.8         | 3.6           | 128 512             | 6.4           | DDR2       | 64               | 14.4                    | 40         | OEM 전용                                     |
| 지포스 8400 GS            | 2007년 6월 15일                                     | G86    | 80        | 210               | 127             | PCIe 1.0 ×16 PCI         | 16:8:4     | 450        | 900          | 400                       | 1.8         | 3.6           | 128 256 512         | 6.4           | DDR2       | 64               | 28.8                    | 40         |                                              |
| 지포스 8400 GS rev.2      | 2007년 12월 10일                                    | G98    | 65        | 210               | 86              | PCIe 2.0 ×16 PCIe ×1 PCI | 8:8:4      | 567        | 1400         | 400                       | 2.268       | 4.536         | 128 256 512         | 6.4           | DDR2       | 64               | 22.4                    | 25         |                                              |
| 지포스 8400 GS rev.3      | 2009년 4월 26일                                     | GT218  | 40        | 260               | 57              | PCIe 2.0 ×16             | 8:4:4      | 520 589    | 1230         | 600                       | 2.08 2.356  | 2.08 2.356    | 512 1024            | 4.8 9.6       | DDR3       | 32 64            | 19.7                    | 25         |                                              |
| 지포스 8500 GT            | 2007년 4월 17일                                     | G86    | 80        | 210               | 127             | PCIe 1.0 ×16 PCI         | 16:8:4     | 450        | 900          | 400                       | 1.8         | 3.6           | 256 512 1024        | 12.8          | DDR2       | 128              | 28.8                    | 45         |                                              |
| 지포스 8600 GS            | 2007년 4월                                          | G84    | 80        | 289               | 169             | PCIe 1.0 ×16             | 16:8:8     | 540        | 1180         | 400                       | 4.32        | 4.32          | 256 512             | 12.8          | DDR2       | 128              | 75.5                    | 47         | OEM 전용                                     |
| 지포스 8600 GT            | 2007년 4월 17일                                     | G84    | 80        | 289               | 169             | PCIe 1.0 ×16 PCI         | 32:16:8    | 540        | 1188         | 400 700                   | 4.32        | 8.64          | 256 512 1024        | 12.8 22.4     | DDR2 GDDR3 | 128              | 76                      | 47         |                                              |
| 지포스 8600 GTS           | 2007년 4월 17일                                     | G84    | 80        | 289               | 169             | PCIe 1.0 ×16             | 32:16:8    | 675        | 1450         | 1000                      | 5.4         | 10.8          | 256 512             | 32            | GDDR3      | 128              | 92.8                    | 71         |                                              |
| 지포스 8800 GS            | 2008년 1월                                          | G92    | 65        | 754               | 324             | PCIe 2.0 ×16             | 96:48:12   | 550        | 1375         | 800                       | 6.6         | 26.4          | 384 768             | 38.4          | GDDR3      | 192              | 264                     | 105        |                                              |
| 지포스 8800 GTS (G80)     | 2007년 2월 12일 (320) 2006년 11월 8일 (640)         | G80    | 90        | 681               | 484             | PCIe 1.0 ×16             | 96:24:20   | 513        | 1188         | 800                       | 10.3        | 24.6          | 320 640             | 64            | GDDR3      | 320              | 228                     | 146        |                                              |
| 지포스 8800 GTS 112 (G80) | 2007년 11월 19일                                    | G80    | 90        | 681               | 484             | PCIe 1.0 ×16             | 112:282:20 | 500        | 1200         | 800                       | 10          | 24            | 640                 | 64            | GDDR3      | 320              | 268.8                   | 150        | XFX, EVGA 및 BFG 모델만, 매우 짧은 기간      |
| 지포스 8800 GT            | 2007년 10월 29일 (512) 2007년 12월 11일 (256, 1024) | G92    | 65        | 754               | 324             | PCIe 2.0 ×16             | 112:56:16  | 600        | 1500         | 700 (256) 900 (512, 1024) | 9.6         | 33.6          | 256 512 1024        | 57.6          | GDDR3      | 256              | 336                     | 125        |                                              |
| 지포스 8800 GTS (G92)     | 2007년 12월 11일                                    | G92    | 65        | 754               | 324             | PCIe 2.0 ×16             | 128:64:16  | 650        | 1625         | 970                       | 10.4        | 41.6          | 512                 | 62.1          | GDDR3      | 256              | 416                     | 135        |                                              |
| 지포스 8800 GTX           | 2006년 11월 8일                                     | G80    | 90        | 681               | 484             | PCIe 1.0 ×16             | 128:322:24 | 575        | 1350         | 900                       | 13.8        | 36.8          | 768                 | 86.4          | GDDR3      | 384              | 345.6                   | 145        |                                              |
| 지포스 8800 Ultra         | 2007년 5월 2일                                      | G80    | 90        | 681               | 484             | PCIe 1.0 ×16             | 128:322:24 | 612        | 1500         | 1080                      | 14.7        | 39.2          | 768                 | 103.7         | GDDR3      | 384              | 384                     | 175        |                                              |
| 모델                      | 출시                                                | 암호명 | 공정 (nm) | 트랜지스터 (백만) | 다이 크기 (mm2) | 버스 인터페이스          | 코어 구성1 | 코어 (MHz) | 셰이더 (MHz) | 메모리 (MHz)              | 픽셀 (GP/s) | 텍스처 (GT/s) | 크기 (MB)           | 대역폭 (GB/s) | 버스 유형  | 버스 너비 (비트) | 단정밀도                | TDP (와트) | 주석                                         |
| 모델                      | 출시                                                | 암호명 | 공정 (nm) | 트랜지스터 (백만) | 다이 크기 (mm2) | 버스 인터페이스          | 코어 구성1 | 클럭 속도  | 클럭 속도    | 클럭 속도                 | 필레이트    | 필레이트      | 메모리              | 메모리        | 메모리     | 메모리           | 처리 능력 (기가플롭스)3 | TDP (와트) | 주석                                         |

### 기능
- 컴퓨트 능력 1.1: 스레드 안전 프로그램을 작성하는 데 사용되는 원자 함수를 지원한다.
- 컴퓨트 능력 1.2: 자세한 내용은 CUDA를 참조한다.

| 지포스 8300 GS (G86)          | 아니요 | 아니요 | 아니요 | 예     | 아니요 | 아니요 | 1.1 |
| 지포스 8400 GS Rev. 2 (G98)   | 아니요 | 아니요 | 아니요 | 아니요 | 예     | 아니요 | 1.1 |
| 지포스 8400 GS Rev. 3 (GT218) | 아니요 | 아니요 | 아니요 | 아니요 | 아니요 | 예     | 1.2 |
| 지포스 8500 GT                | 예     | 아니요 | 아니요 | 예     | 아니요 | 아니요 | 1.1 |
| 지포스 8600 GT                | 예     | 아니요 | 아니요 | 예     | 아니요 | 아니요 | 1.1 |
| 지포스 8600 GTS               | 예     | 아니요 | 아니요 | 예     | 아니요 | 아니요 | 1.1 |
| 지포스 8800 GS (G92)          | 예     | 아니요 | 아니요 | 예     | 아니요 | 아니요 | 1.1 |
| 지포스 8800 GTS (G80)         | 예     | 아니요 | 예     | 아니요 | 아니요 | 아니요 | 1.0 |
| 지포스 8800 GTS Rev. 2 (G80)  | 예     | 아니요 | 예     | 아니요 | 아니요 | 아니요 | 1.0 |
| 지포스 8800 GT (G92)          | 예     | 아니요 | 아니요 | 예     | 아니요 | 아니요 | 1.1 |
| 지포스 8800 GTS (G92)         | 예     | 아니요 | 아니요 | 예     | 아니요 | 아니요 | 1.1 |
| 지포스 8800 GTX               | 예     | 예     | 예     | 아니요 | 아니요 | 아니요 | 1.0 |
| 지포스 8800 Ultra             | 예     | 예     | 예     | 아니요 | 아니요 | 아니요 | 1.0 |

## 지포스 8M 시리즈
2007년 5월 10일, 엔비디아는 일부 OEM을 통해 자사의 지포스 8 노트북 GPU를 사용할 수 있다고 발표했다. 라인업은 8200M, 8400M, 8600M, 8700M, 8800M 시리즈 칩으로 구성된다.
엔비디아는 일부 그래픽 칩이 특정 노트북 구성에서 사용될 때 과열로 인해 예상보다 높은 고장률을 보인다고 발표했다. 일부 주요 노트북 제조업체는 잠재적인 GPU 고장 발생을 지연시키는 데 도움이 되도록 팬 설정 및 펌웨어 업데이트를 조정했다. 2008년 7월 말, 델은 노트북 팬이 더 자주 회전하도록 하는 BIOS 업데이트 세트를 출시했다. 2008년 8월 중순 현재, 엔비디아는 공개적으로 더 자세한 내용을 발표하지 않았지만, 8400 및 8600 카드 대부분, 아니 거의 모든 카드에 이 문제가 있다는 소문이 널리 퍼져 있었다.

### 지포스 8200M 시리즈
지포스 8200M은 지포스 8M GPU의 엔트리 레벨 시리즈이다. 일부 엔트리 레벨에서 미드레인지 노트북에서 통합 그래픽의 대안으로 찾을 수 있다. 지포스 8200M G는 이 시리즈의 유일한 GPU이다.
GPU 코어는 지포스 9200M/9300M GS GPU를 기반으로 했다. 이 시리즈는 게임용으로 설계되지 않았고, 고화질 비디오 콘텐츠 시청용으로 설계되었다. 구형 게임은 잘 실행되지만, 당시의 게임은 낮은 설정에서 실행하는 데 어려움을 겪을 수 있었다.
일부 HP 파빌리온, 컴팩 프레자리오, 에이수스 노트북에는 지포스 8200M G GPU가 탑재되어 있다.

### 지포스 8400M 시리즈
지포스 8400M은 지포스 8M 칩셋의 엔트리 레벨 시리즈이다. 일반적으로 미드레인지 노트북에 통합 그래픽의 대안 솔루션으로 탑재되는 8400M은 게임보다는 고화질 비디오 콘텐츠 시청용으로 설계되었다.
버전에는 8400M G, 8400M GS, 8400M GT가 있다. 이들은 게임용으로 설계되지 않았지만(위에 언급된 고화질 비디오 콘텐츠와 같은 비게임 작업용으로만 의도됨), GDDR3가 장착된 8400M GT는 당시 대부분의 게임을 중간 설정에서 처리할 수 있었고 가끔 게임을 즐기기에 적합했다. 반면, 8400M GT를 제외한 나머지 8400M 시리즈는 구형 게임을 꽤 잘 처리했지만, 당시의 게임은 낮은 설정에서만 실행할 수 있었다.
일부 ASUS 및 Acer 노트북에는 8400M G GPU가 탑재되었다. 일부 Acer Aspire 모델, 일부 HP 파빌리온 dv2000, dv6000, dv9000 모델, 일부 델 보스트로 1500 및 1700 모델, 델 XPS M1330 및 일부 소니 VAIO 모델에는 8400M GS GPU가 탑재되었다. 다양한 Acer Aspire 및 소니 VAIO 노트북 모델에는 8400M GT GPU가 탑재되었다.

### 지포스 8600M 시리즈
지포스 8600M은 블루레이 디스크 및 HD DVD 영화와 같은 고화질 콘텐츠를 시청하고 당시 및 일부 미래 게임을 적절한 설정으로 플레이하기를 원하는 매니아를 위한 미드레인지 성능 솔루션으로 미드레인지 노트북에 제공되었다.
버전에는 8600M GS와 8600M GT(GT가 더 강력함)가 있다. 이들은 당시 게임에 적절한 게임 성능을 제공했다(고급 8600M 모델에 GDDR3 메모리가 구현되었기 때문).
이 제품은 델 XPS M1530 포터블, 일부 델 인스피론 1720 모델, HP 파빌리온 dv9000 모델, Asus G1S, 소니 VAIO VGN-FZ21Z, 일부 레노버 아이디어패드 모델, 일부 Acer Aspire 5920 모델, Acer Aspire 9920G 및 BenQ Joybook S41, 2007년 중반~2008년 후반 맥북 프로, 그리고 일부 후지쯔 지멘스 모델에서 사용할 수 있다.
이 칩의 일반적인 고장은 2007년 5월부터 2008년 9월 사이에 구매된 맥북 프로 등을 포함한 여러 장치에서 발생했으며, 이는 엔비디아에 대한 집단 소송의 일부가 되어 애플이 이 문제와 관련된 4년 연장 보증을 제공하게 되었다. 애플이 이 문제가 엔비디아 칩 자체에서 발생했음을 확인한 후 이 보증 교체 서비스는 엔비디아에게 약 1억 5천만 달러에서 2억 달러의 비용이 들 것으로 예상되었으며, 이 문제를 은폐하려 했다는 이유로 자사 주주들로부터 소송을 당한 후 시가총액이 30억 달러 이상 감소했다.

### 지포스 8700M 시리즈
지포스 8700M은 미드레인지 시장을 위해 개발되었다. 8700M GT는 이 시리즈의 유일한 GPU이다.
이 칩셋은 델 XPS M1730, Sager NP5793, 도시바 Satellite X205와 같은 하이엔드 노트북에 탑재되어 있다.
이 카드는 업계 대부분에서 괜찮은 미드레인지 카드로 간주되지만, 128비트 메모리 버스 때문에 8700M GT를 하이엔드 카드로 분류하기는 어렵고, 기본적으로 오버클럭된 8600M GT GDDR3 미드레인지 카드이다. 그러나 듀얼 카드 SLI 구성에서는 강력한 성능을 보이며, 단일 카드 구성에서도 괜찮은 게임 성능을 제공한다.

### 지포스 8800M 시리즈
지포스 8800M은 하이엔드 시장에서 8700M의 후속작으로 개발되었으며, 하이엔드 게임 노트북 컴퓨터에서 찾아볼 수 있다.
버전에는 8800M GTS와 8800M GTX가 있다. 이들은 256비트 메모리 버스와 512 메가바이트의 GDDR3 메모리를 표준으로 갖춘 최초의 진정한 하이엔드 모바일 지포스 8 시리즈 GPU로 출시되었으며, 많은 데스크톱 GPU에 필적하는 하이엔드 게임 성능을 제공한다. SLI 구성에서는 3DMark06 결과가 수천 대를 기록할 수 있다.
8800M GPU를 포함하는 노트북 모델은 Sager NP5793, Sager NP9262, Alienware m15x 및 m17x, HP HDX9000, 델 XPS M1730이다. Clevo는 또한 CyberPower, Rock, Sager(및 기타)와 유사한 노트북 모델을 제조하며, 모두 8800M GTX를 포함하고 Gateway P-6831 FX 및 P-6860 FX 모델에는 8800M GTS를 포함한다.
8800M GTS는 2008년 초 아이맥 모델에서 지포스 8800 GS로 수정되어 사용되었다.

### 기술 요약
| 모델             | 출시일           | 암호명          | 제조 공정 (nm) | 코어 클럭 최대 (MHz) | 최대 필레이트 | 최대 필레이트       | 최대 필레이트            | 셰이더          | 셰이더     | 메모리              | 메모리      | 메모리           | 메모리      | 메모리              | 전력 소비 (와트) | 트랜지스터 수 (백만) | 이론적 셰이더 처리 속도 (기가플롭스) |
| 모델             | 출시일           | 암호명          | 제조 공정 (nm) | 코어 클럭 최대 (MHz) | 10억 화소/초  | 10억 양선형 텍셀/초 | 10억 양선형 FP16 텍셀/초 | 스트림 프로세서 | 클럭 (MHz) | 대역폭 최대 (GB/초) | DRAM 유형   | 버스 너비 (비트) | 메가바이트  | 유효 DDR 클럭 (MHz) | 전력 소비 (와트) | 트랜지스터 수 (백만) | 이론적 셰이더 처리 속도 (기가플롭스) |
| ---------------- | ---------------- | --------------- | -------------- | -------------------- | ------------- | ------------------- | ------------------------ | --------------- | ---------- | ------------------- | ----------- | ---------------- | ----------- | ------------------- | ---------------- | -------------------- | ------------------------------------ |
| 지포스 8200M G   | 2008년 6월       | MCP77MV MCP79MV | 80             | 350/500              | 3             | ?                   | ?                        | 8               | 1200       | ?                   | DDR2        | 64               | 256         | ?                   | ?                | ?                    | 19                                   |
| 지포스 8400M G   | 2007년 5월 10일  | G86M            | 80             | 400                  | 3.2           | 3.2                 | 1.6                      | 8               | 800        | 6.4                 | GDDR3       | 64               | 128/256     | 1200                | 15               | 210                  | 19.2                                 |
| 지포스 8400M GS  | 2007년 5월 10일  | G86M            | 80             | 400                  | 3.2           | 3.2                 | 1.6                      | 16              | 800        | 6.4                 | GDDR2/GDDR3 | 64               | 64/128/256  | 1200                | 15               | 210                  | 38.4                                 |
| 지포스 8400M GT  | 2007년 5월 10일  | G86M            | 80             | 450                  | 3.6           | 3.6                 | 1.8                      | 16              | 900        | 19.2                | GDDR3       | 128              | 128/256/512 | 1200                | 17               | 210                  | 43.2                                 |
| 지포스 8600M GS  | 2007년 5월 10일  | G84M            | 80             | 600                  | 4.8           | 4.8                 | 2.4                      | 16              | 1200       | 12.8/22.4           | DDR2/GDDR3  | 128              | 128/256/512 | 800/1400            | 19               | 210                  | 57.6                                 |
| 지포스 8600M GT  | 2007년 5월 10일  | G84M            | 80             | 475                  | 3.8           | 7.6                 | 3.8                      | 32              | 950        | 12.8/22.4           | DDR2/GDDR3  | 128              | 128/256/512 | 800/1400            | 22               | 289                  | 91.2                                 |
| 지포스 8700M GT  | 2007년 6월 12일  | G84M            | 80             | 625                  | 5.0           | 10.0                | 5.0                      | 32              | 1250       | 25.6                | GDDR3       | 128              | 256/512     | 1600                | 29               | 289                  | 120.0                                |
| 지포스 8800M GTS | 2007년 11월 19일 | G92M            | 65             | 500                  | 8.0           | 16.0                | 8.0                      | 64              | 1250       | 51.2                | GDDR3       | 256              | 512         | 1600                | 35               | 754                  | 240.0                                |
| 지포스 8800M GTX | 2007년 11월 19일 | G92M            | 65             | 500                  | 12.0          | 24.0                | 12.0                     | 96              | 1250       | 51.2                | GDDR3       | 256              | 512         | 1600                | 37               | 754                  | 360.0                                |

- 이 시리즈는 지포스 9 시리즈 (차례로 지포스 200 시리즈로 계승됨)로 계승되었다. 지포스 8400M GS는 예외적으로 지포스 9 및 지포스 200 시리즈에서 이름이 변경되지 않았다.

## 문제
지포스 8 시리즈의 일부 칩(구체적으로 G84 [예: G84-600-A2] 및 G86 시리즈)은 과열 문제로 어려움을 겪는다. 엔비디아는 이 문제가 많은 칩에 영향을 미치지 않을 것이라고 밝혔지만, 다른 이들은 이 시리즈의 모든 칩이 잠재적으로 영향을 받을 수 있다고 주장한다. 엔비디아 CEO 젠슨 황과 CFO 마빈 버켓은 2008년 9월 9일에 제기된 소송에 연루되었는데, 이들은 결함에 대한 지식과 이를 숨기려는 의도를 주장했다.

## 지원 종료 드라이버 지원
엔비디아는 2016년 4월 1일에 지포스 8 시리즈에 대한 윈도우 드라이버 지원을 중단했다.
- Windows XP 32-bit & Media Center Edition: 버전 340.52 (2014년 7월 29일 출시); 다운로드
- Windows XP 64-bit: 버전 340.52 (2014년 7월 29일 출시); 다운로드
- Windows Vista, 7, 8, 8.1 32-bit: 버전 342.01 (WHQL) (2016년 12월 14일 출시); 다운로드
- Windows Vista, 7, 8, 8.1 64-bit: 버전 342.01 (WHQL) (2016년 12월 14일 출시); 다운로드
- Windows 10, 32-bit: 버전 342.01 (WHQL) (2016년 12월 14일 출시); 다운로드
- Windows 10, 64-bit: 버전 342.01 (WHQL) (2016년 12월 14일 출시); 다운로드

## 같이 보기
- 지포스 7 시리즈
- 지포스 9 시리즈
- 지포스 100 시리즈
- 지포스 200 시리즈
- 지포스 300 시리즈
- 엔비디아 테슬라